# Балтаев, Расул Балтаевич
Расул Балтаевич Балтаев (урождённый Саидрасул Болтахужа угли; 1917, Ташкент — 2 декабря 1959, Ташкент) — участник Великой Отечественной войны, майор медицинской службы, командир 201 отдельного медико-санитарного батальона 113 стрелковой дивизии 57 армии 3-го Украинского фронта (участник форсирования Днепра).
Организатор здравоохранения Узбекской ССР (заведующий Кашкадарьинским областным отделом здравоохранения, заведующий отдела здравоохранения Совета Министров Узбекской ССР), основатель и первый руководитель 4-го Главного Управления Минздрава УзССР (ныне преобразовано в Санитарное объединение при Министерстве Здравоохранения РУз), первый главврач Центральных больниц № 1 и № 2 Министерства здравоохранения Узбекской ССР (ныне преобразовано в самостоятельные больницы).

## Биография
Балтаев Р. Б. родился в 1917 году в Ташкентской области (ныне территория Мирзо-Улугбекского района современного Ташкента) Узбекской ССР. В семье он был младшим из 5-ти детей.
Окончив в 1940 г. лечебный факультет Ташкентского Медицинского института работал врачом — дерматовенерологом.

## Военные годы
16.07.1941 г. Балтаев Р. был призван Октябрьским РВК Узбекской ССР в ряды Советской Армии. Сразу после начала войны был направлен в действующую армию в качестве старшего военного врача Стрелкового полка № 1292, 113 стрелковой дивизии. В действующей армии занимал должности старшего врача полка, командира 201 отдельного медико-санитарного батальона. Воевал на Западном фронте, Юго-Западном фронте, Степном фронте (позже-2-й Украинский фронт), 3 Украинском фронте.
Первой наградой Балтаева Р. была медаль "За боевые заслуги". Согласно наградного листа медаль была вручена за «организацию выноса более 200 человек раненых с поля боя. Все раненые обеспечивались питанием, квалифицированной медпомощью (транспортная иммобилизация переломов конечностей, переливания крови и плазмы, наложение антисептических повязок, выведение из шокового состояния и т. д.)».
В 1944 г. капитан медслужбы Балтаев Р. был награждён орденом «Отечественной войны» II степени за «хорошую организацию работы 201 медико-санитарного батальона». По данным Центрального Архива Министерства Обороны РФ, за четыре дня боев медсанбат принял до 1500 раненых, из них свыше 50 % прошли активную хирургическую обработку. Благодаря своевременной эвакуации раненых, организованной командиром медсанбата Балтаевым Расулом и быстрому оказанию квалифицированной хирургической помощи, смертность в медсанбате поступивших раненых составила небывало низкий процент, а именно 0,9 %". 
В 1944 г. капитан медслужбы Балтаев Р. был награждён орденом «Красной Звезды» за «отличное руководство 201 медико-санитарным батальоном, самоотверженную и честную работу на своем боевом посту». Несмотря на свою должность, Расул Балтаев выезжал на передовую для непосредственного участия в обеспечении помощи в боевых условиях.
Указом Президиума Верховного Совета СССР от 09 мая 1945 года Балтаев Р. Б. был награждён Медалью «За победу над Германией в Великой Отечественной войне 1941—1945 гг.».
Указом Президиума Верховного Совета СССР от 09 июня 1945 года Балтаев Р. Б. был награждён Медалью «За взятие Будапешта».
Балтаев Расул закончил войну в Австрии в составе 3 Украинского фронта в звании майора медицинской службы, в должности командира 201 отдельного медико-санитарного батальона 113 стрелковой дивизии 57 армии.

## Послевоенные годы
Согласно данным газеты «Правда Востока» № 283 (10953) от 3 декабря 1959 г., после демобилизации из Советской Армии Балтаев Р. Б. работал научным сотрудником в Узбекском научно-исследовательском кожно-венерологическом институте, заведующим Фрунзенским райздравотделом в г. Ташкенте. В 1950 году был направлен на работу в г. Карши на должность заведующего Кашкадарьинским областным отделом здравоохранения, где в трудные послевоенные годы ярко проявил свои организаторские способности, проводил всестороннюю работу по оздоровлению населения Кашкадарьинской области, борьбу с различными болезнями (трахома, туберкулёз, кожно-венерические, психические заболевания и др.), работу с кадрами.
«До 1952 года трахоматозной службы в Кашкадарьинской области не существовало. В сентябре 1952 г. в гор. Карши открылся первый трахоматозный диспансер на 50 коек, реорганизованный через 2 года в областной трахоматозный диспансер. Через год в г. Карши открылось несколько трахоматозных пунктов. Оперативные меры по борьбе с трахомой дали положительные результаты.
Также в первые послевоенные годы в г. Карши открылся костно-туберкулезный санаторий, а в гор. Шахрисабзе начал действовать первый туберкулезный диспансер. В 50-е годы сеть противотуберкулезных учреждений значительно расширилась. К 1954 г. в Кашкадарьинской области работали 19 фтизиатров и 4 рентгенолога, а диспансеры имели 340 постоянных и 500 временных коек. Началась массовая вакцинация новорожденных и ревакцинация детей старшего возраста».
В 1954 году Балтаев Р. Б. был назначен на должность заведующего отдела здравоохранения Совета Министров Узбекской ССР).
В 1955 году после преобразования Лечебно-санитарного управления Кремля в 4-е Главное управление при Министерстве здравоохранения СССР (24 апреля 1953 года) в Узбекской ССР было принято решение об организации 4-го Главного Управления Минздрава Узбекской ССР.
Балтаев был назначен первым руководителем 4-го Главного Управления Минздрава УзССР. Для изучения организационной структуры 4-го Главного управления и перенятия опыта Балтаев Р. Б. был командирован в Москву и Киев. По возвращении Балтаева Р. Б. в г. Ташкент, была разработана структура 4-го Главного управления Минздрава Узбекской ССР.
Новым делом, которое пришлось осваивать первому руководителю 4-го Главного управления стало строительство нового капитального здания Центральной больницы № 1 Министерства здравоохранения Узбекской ССР (ныне Центральная клиническая больница № 1 МСО), которое было построено основательно и в короткие сроки. В 1958 году по инициативе Балтаева Р. Б. на территории Центральной больницы № 1 была разработана артезианская скважина по добыче минеральной воды, которая используется для лечения больных. Для нужд Центральной больницы № 1 в период с 1956 года по 1959 год была закуплена самая современная по тем временам медицинская техника и мед. инструментарий.
В 1958 г. Балтаев Р. Б. был награждён значком «Отличнику Здравоохранения».
Главное внимание Балтаев уделял подбору и расстановке кадров, приглашая на работу в 4-е Главное управление, как талантливую молодежь, так и известных ученых Узбекской ССР в качестве консультантов. В 1956—1959 годах в Центральной больнице № 1 постоянно консультировали больных проф. Берлинер Б. И., проф. Максумов С. А., проф. Василенко Л. Д., проф. Умидова З. И., проф. Федорова П. И., проф. Аковбян А. А., проф. Павлова О. Н., проф. Коган А. А. и др.
В Центральной больнице № 1 Минздрава Узбекской ССР проходили лечение все руководители Узбекской ССР, при необходимости проходили обследование и лечение также члены правительственных делегаций из других стран. Побывал и получил лечение в этой больнице в 50-е годы и легендарный американский певец и актёр Поль Робсон.
В тот же период Балтаев Р. Б. подготовил диссертацию на тему: «Влияние пылевого фактора на здоровье работников Ферганского шелкомотального комбината», но защитить её он не успел из-за своей смерти.
Умер Балтаев 2 декабря 1959 года после недолгой, но тяжелой болезни.